# Eleanor Daleyová
Eleanor Daleyová (celým jménem Eleanor Joanne Daleyová, *21. dubna 1955, Ontario, Kanada) je kanadská skladatelka chrámové a sborové hudby (chorálů) , ředitelka chrámového sboru, sbormistryně a korepetitorka.
Je držitelkou několika ocenění ve hře na klavír a varhany. Její díla jsou typická citlivým prolínáním textu a hudby. Publikovala přes 140 chorálů. Jejích nevydaných sbírkách jsou desítky hymen, tři průvody a stovky průvodů, zpěvů a žalmů. Její skladby se hrály v celé Severní Americe, Velké Británii, Evropě a v jižní Africe. [zdroj?]
Její nejznámější skladby jsou The Rose Trilogy a Requiem.

## Raný život a vzdělání
Eleanor Daleyová se narodila ve městě Parry Sound v provincii Ontario v Kanadě. Získala bakalářský titul v oboru varhanní hry na Queen's University v Kingstonu v Ontariu a diplomy v oboru klavír a varhany, které studovala v Kanadě a Anglii.

## Kariéra
Jako skladatelka působí na objednávku pěveckých sborů a uměleckých organizací po celé Severní Americe a Evropě. V Kanadě komponovala pro Elmer Iseler Singers, Amadeus Choir, Bach Children's Chorus, Maryland State Boychoir, Amabile Youth Singers, Toronto Children's Chorus, St. Mary's Children's Choir, Cantabile Singers of Kingston, Savridi Singers, Vancouver Men's Chorus a Victoria Scholars.
Eleanor Daleyová pracovala na zakázku pro řadu souborů ve Spojených státech, včetně Master Chorale of Tampa Bay, Texas Woman's University a Texas Choral Directors Association.
V roce 1994 získala za svou skladbu Requiem z hudební desky Songs of the Spirit ocenění National Choral Award for Outstanding Choral Composition. Stejnou cenu dostala i o deset let později, v roce 2004, za skladbu The Rose Trilogy.
V roce 2008 získala Brockovu cenu (anglicky Brock Commission) od American Choral Directors Association. Mezi zakázky z Evropy patří festivaly v Norsku a Německu a anglické nakladatelství Oxford University Press. Hudba Eleanor Daleyové byla vydána v kanadských, amerických a britských tiskárnách.
V roce 2014 zazněla její a capella „I Sing a Maiden“ v New Yorku v podání 400hlasého sboru v rámci oslav Mezinárodního dne žen.
Eleanor Daleyová momentálně[kdy?] žije v Torontu v Ontariu, kde od roku 2018 působí jako vedoucí hudebního a pěveckého sboru Fairlawn Avenue United Church a jako hudební doprovod dětského sboru Bach Children's Chorus. Nadále pracuje jako skladatelka a její skladbu „My Master from a Garden Rose“ nahrál soubor Genesis Ensemble.